# Dezinformacja radioelektroniczna
Dezinformacja radioelektroniczna – nadawanie przez radiowe środki łączności mylnych informacji co do zamiarów i działań własnych wojsk w celu wprowadzenia przeciwnika w błąd.